# Almeida (piłkarz)
João de Almeida Filho  (ur. 3 lipca 1947 w Osasco) – piłkarz brazylijski, występujący podczas kariery na pozycji obrońcy.

## Kariera klubowa
Almeida karierę piłkarską rozpoczął w klubie Portuguesie Santista Santos. W latach 1968–1971 występował w Corinthians Paulista. W lidze brazylijskiej zadebiutował 14 listopada 1971 w zremisowanym 1-1 spotkaniu z Grêmio Porto Alegre. Był to jedyny występ w I lidze brazylijskiej. Potem występował ponownie w Portuguesie Santista Santos.

## Kariera reprezentacyjna
W 1968 roku Almeida uczestniczył w Igrzyskach Olimpijskich w Meksyku. Na turnieju Almeida był podstawowym zawodnikiem i wystąpił we wszystkich trzech meczach grupowych reprezentacji Brazylii z Hiszpanią, Japonią i Nigerią.